# Óceánia (1984)

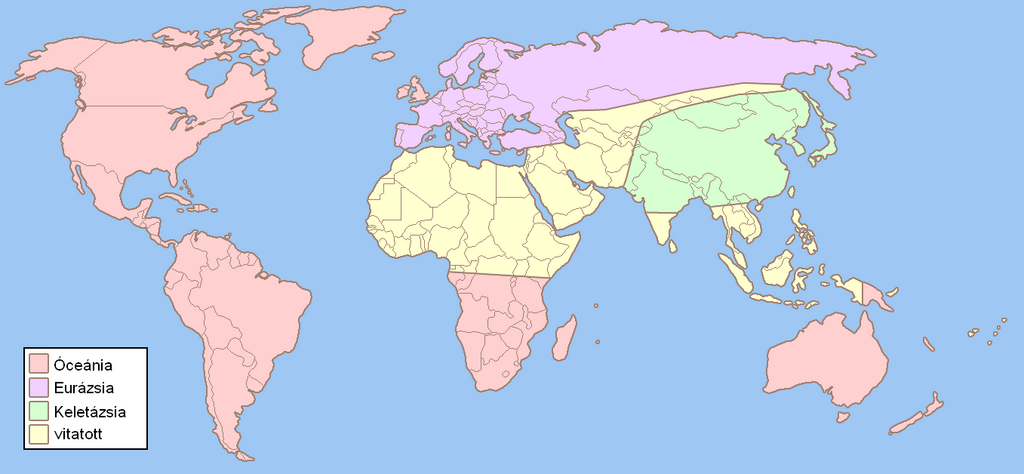
Az 1984 világtérképe. A pirossal jelölt rész Óceánia területe

Óceánia az egyik diktatórikus állam a három közül George Orwell 1984 című regényében. A regény főhőse ebben az államban él, ennek kormányáról és polgárairól szól a regény. Politikai ideológiája az Angszoc, vezetője a Nagy Testvér. Az állam a Brit Birodalom Egyesült Államok általi elnyelése után jött létre, 1949-ben.
Az állam határai nincsenek tisztán meghatározva, de bizonyos, hogy a teljes amerikai szuperkontinens, Izland, a Brit-szigetek, Ausztrália, Új-Zéland, Afrika déli része, illetve Madagaszkár az Óceánia uralma alatt áll.
Óceánia egyik tartománya az Egyes Leszállópálya (az Egyesült Királyságnak és Írországnak megfelelő terület), melynek fővárosa London. Itt él a regény főhőse, Winston.
Óceánia évtizedek óta folytat háborút a másik két állam egyikével: hol Eurázsiával, hol Keletázsiával. Keletázsia ellen Indonézia, India és Új-Guinea továbbá Csendes-óceáni szigetek birtoklásáért, míg Eurázsia ellen Észak-Afrikáért harcol.